# چیرو دانوچی
چیرو دانوچی (انگلیسی: Ciro Danucci؛ زادهٔ ۲۸ ژوئن ۱۹۸۳) بازیکن فوتبال اهل ایتالیا است.
از باشگاه‌هایی که در آن بازی کرده‌است می‌توان به باشگاه فوتبال سورنتو کالچو، باشگاه فوتبال کاتانیا، باشگاه فوتبال رجانا، باشگاه فوتبال چزنا، باشگاه فوتبال یووه استابیا، باشگاه فوتبال ترنانا، و باشگاه فوتبال وارزه اشاره کرد.